# (4802) Khatchaturian
(4802) Khatchaturian ist ein Asteroid des Hauptgürtels, der am 23. Oktober 1989 vom deutschen Astronomen Freimut Börngen an der Thüringer Landessternwarte Tautenburg (IAU-Code 033) entdeckt wurde.
Der Asteroid wurde 1991 nach dem armenischen Komponisten Aram Khatchaturian (1903–1978) benannt.